# Kata (karate)

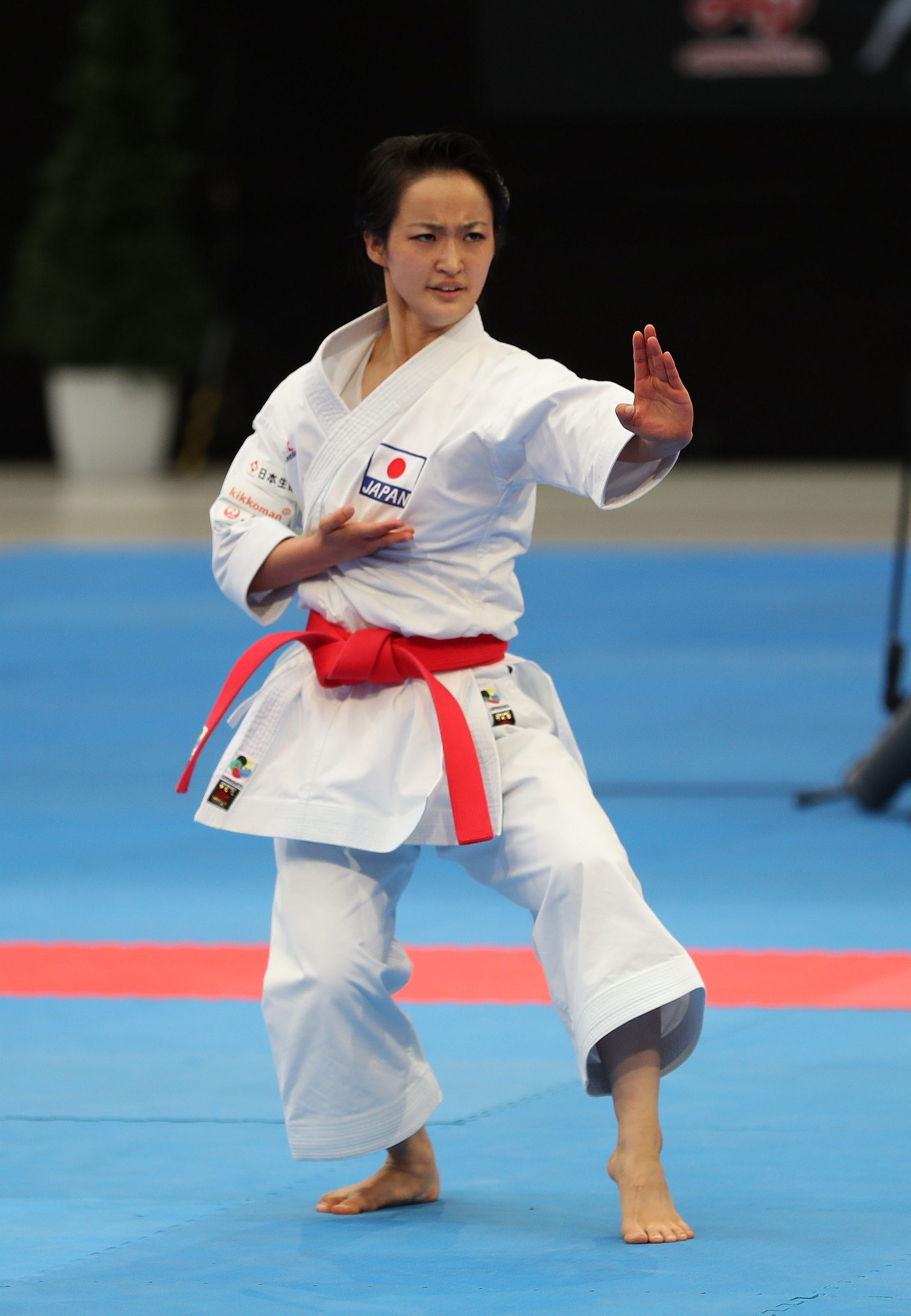
Ejecución de Kata en torneo de Karate.

Kata (形, o más tradicionalmente, 型) (literalmente: "forma") es una palabra japonesa que describe un conjunto de movimientos practicados solo o en pareja. El término forma se usa para el correspondiente concepto en las artes marciales no japonesas en general.

## Características
Los katas de karate se ejecutan como series específicas de movimientos, con pasos y giros junto a técnicas de brazo o pierna, mientras se intenta mantener una forma perfecta y trazar correctamente el embusen (mapa de los pasos del kata). Durante el kata el karateka debe estar recordando o imaginando la aplicación de los movimientos frente a un adversario,aunque se realice golpeando en el aire. 
El estudio del kata debe ir acompañado del bunkai (conocimiento y práctica del significado y aplicación real de los movimientos).
Existen quizás más de 100 katas entre diferentes estilos de karate, cada uno con variaciones (ver listado más abajo). El estilo que más Kata incluye es el Shito Ryu con más de 70.